# Erythrodiplax paraguayensis
Die Erythrodiplax paraguayensis ist eine Libellenart der Gattung Erythrodiplax aus der Unterfamilie Sympetrinae. Ihr Verbreitungsgebiet erstreckt sich von Venezuela bis nach Argentinien. Sie ist bevorzugt an stehenden Gewässern anzutreffen.

## Merkmale

### Bau der Larve
Die Larve hat einen bis auf am Prothorax unbehaarten Körper. Der Kopf ist länger als der Thorax, wobei am Unterkiefer vier Einkerbungen vorhanden sind. Die molare Zahnformel ist (2-4), allerdings stets ohne molaren Damm. Das dritte Segment der Antennen ist das längste. Der Kopf der Larve erreicht eine Größe von 1,4 mm, wobei er im Exuvienstadium sogar 1,5 mm groß wird. Die Breite des Kopfes beträgt 3,4 mm im Larven- und 3,6 mm im Exuvienstadium.

## Namensgebung
Erstmals beschrieben wurde die Art als Diplacodes paraguayensis im Jahr 1904 durch Förster anhand eines Tieres aus Costa Aquaray.